# El Pont d'Armentera
Pour les articles homonymes, voir Pont (toponyme).
El Pont d'Armentera est une commune d'Espagne dans la communauté autonome de Catalogne, province de Tarragone, de la comarque de Alt Camp.